# Cráteres de Marte
Existen cientos de miles de cráteres en Marte, pero solo un pequeño porcentaje de ellos tienen nombres. Los cráteres en el planeta Marte reciben su nombre de científicos famosos y autores de ciencia ficción. Aquellos con un diámetro menor de 60 km reciben el nombre  de ciertos pueblos en varios países. Debido a que la lista de cráteres de Marte es tan numerosa, la lista está dividida en dos artículos por orden alfabético.
- Anexo:Cráteres de Marte (A-L)
- Anexo:Cráteres de Marte (M-Z)